# Lift Every Voice and Sing
Lift Every Voice and Sing (Levantad cada voz y cantad), frecuentemente denominada el «himno nacional negro» en los Estados Unidos, es una canción escrita como poema por James Weldon Johnson (1871-1938) en 1900, y música de su hermano J. Rosamond Johnson (1873-1954) en 1905.

## Historia
Lift Every Voice and Sing se interpretó públicamente por primera vez como un poema en parte de una celebración del cumpleaños de Abraham Lincoln por el hermano John de los autores Johnson. En 1919, la Asociación Nacional para el Avance de la Gente de Color (NAACP) lo apodó «el himno nacional negro», por su poder para expresar un grito de liberación y afirmación para los afroamericanos.
La canción es una oración de acción de gracias por la fidelidad y la libertad, con metáforas que evocan el Éxodo bíblico de la esclavitud a la libertad de la «tierra prometida». Aparece en 39 himnarios cristianos diferentes y se canta en iglesias en América del Norte.
En 1939, Augusta Savage recibió una comisión de la Feria Mundial de Nueva York para crear una escultura de yeso de 16 pies (5 m) denominada Lift Every Voice and Sing. Savage no tenía fondos suficientes para fundirla en bronce o para retirarla y almacenarla. Como otras instalaciones temporales de la Feria, al concluirse este evento fue destruida.

## Referencias e interpretaciones destacadas

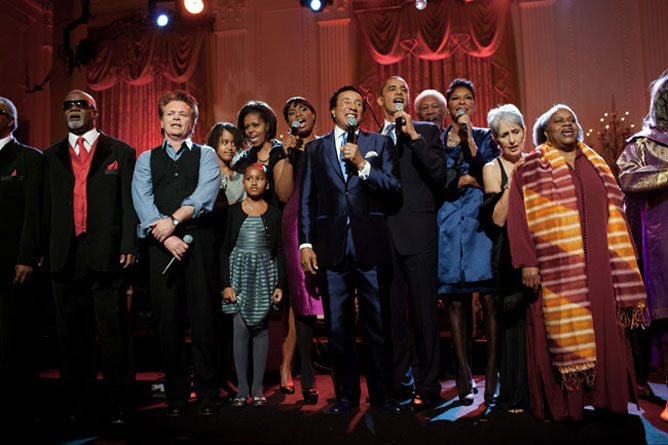
La familia de Barack Obama, Smokey Robinson y otros cantando "Lift Every Voice and Sing" en la Casa Blanca en 2014.